# آر. بالكي
آر. بالاكريشنان ، المعروف باسم آر بالكي ،  هو مخرج أفلام هندي وكاتب سيناريو ورئيس سابق لمجموعة وكالة الإعلانات لوي لينتاس (الهند). اشتهر بإخراج تشيني كوم (2007) و با (2009) و باد مان (2018).

## حياته المهنية
بدأ مسيرته مع مودرا في سن 23. كان شغفه دائمًا هو صناعة الأفلام. بعد التخرج من الكلية ، تقدم بطلب إلى معهد تشيناي للأفلام للقيام بدورة في الاتجاه. ومع ذلك ، لم يعجبه اللجنة التي أجرت معه المقابلة ، فانسحب. لم يكن يعرف ما يجب فعله ولأنه كان مهتمًا دائمًا بأجهزة الكمبيوتر ، فقد انضم إلى دورة الماجستير في تطبيقات الكمبيوتر التي بدأت حديثًا في كلية جيندي للهندسة ، بالقرب من معهد الأفلام. بعد الدراسة هناك لمدة ثلاث سنوات ، لم يكمل الدورة بسبب قلة الحضور. ووفقًا له ، كان هذا أساسًا لأنه قضى وقته في لعب الكريكيت ومشاهدة الأفلام.
في أحد الأيام ، رأى إعلانًا في الصحف من قبل Mudra Communications . لم يكن لديه فكرة عن الشركة سوى ظهور شعارهم بعد كل حلقة من حلقات بونياد . ولذا اعتقد أنها شركة راميش سيبي (الشركة المصنعة لبونيااد). طلب الإعلان من الناس إرسال 100 كلمة تصف من هم. تم اختياره لأول برنامج تدريب إبداعي من قبل الوكالة. برنامج كان بمثابة اختبار نموذج للوكالة لإنشاء MICA بعد سنوات.
قام بالكي بكتابة وإخراج فيلم تشيني كوم (2007) الذي استمتع به كثيرًا ، والذي قام ببطولته أميتاب باتشان وتابو . كان فيلمه الطويل الثاني هو فيلم با الذي نال استحسان النقاد والناجح تجاريًا (من إنتاج سونيل مانشاندا أبهيشيك باتشان ) ، وتم إصداره في 4 ديسمبر 2009 ، وبطولة أميتاب باتشان ، وابنه أبهيشيك ، وفيديا بالان . كان شاميتاب هو ثالث مشروع بوليوود له من بطولة أميتاب باتشان والنجم الجنوبي دانوش وأكشارا حسن ، التي ظهرت لأول مرة في الفيلم. صدر الفيلم في 6 فبراير 2015. ثم كتب وأخرج كي وكا الذي تم إصداره في 1 أبريل 2016 من بطولة كارينا كابور وأرجون كابور . كان فيلمه التالي باد مان ، الذي صدر في فبراير 2018 ، استنادًا إلى حياة اروناتشالام موروجانانثام ، التي شارك في إنتاجها وكتابتها وإخراجها. في عام 2019 ، أنتج بلكي وشارك في كتابة مهمة مانجال حيث لعب أيضًا دور المدير الإبداعي.

## الحياة الشخصية
تزوج بالكي من جوري شيندي منذ عام 2007. هي محترفة إعلانات هندية وكاتبة شاشة ومخرجة ومنتجة.

## فيلموغرافيا
| السنة | العنوان     | المهنة     | المهنة     | المهنة     | بطولة                                              |
| السنة | العنوان     | مخرج       | منتج       | كاتب       | بطولة                                              |
| 2007  | تشيني كوم   | Green tick | ☒          | Green tick | بطولة أميتاب باتشان ، تابو ، باريش راوال           |
| 2009  | Paa         | Green tick | ☒          | Green tick | بطولة أميتاب باتشان ، أبهيشيك باتشان ، فيديا بالان |
| 2012  | انجلش فنجلش | ☒          | Green tick | ☒          | بطولة سريديفي وبريا أناند                          |
| 2015  | شاميتاب     | Green tick | Green tick | Green tick | بطولة أميتاب باتشان ، دانوش ، أكشارا حسن           |
| 2016  | كي وكا      | Green tick | Green tick | Green tick | بطولة أرجون كابور وكارينا كابور                    |
| 2018  | باد مان     | Green tick | Green tick | Green tick | بطولة أكشاي كومار ، سونام كابور ، راديكا أبتي      |
| 2019  | مهمة مانجال | ☒          | ☒          | Green tick | بطولة أكشاي كومار ، فيديا بالان ، تابسي بانو       |

## جوائز و ترشيحات
تلقت با 14 ترشيحًا في حفل توزيع جوائز الشاشة السادس عشر  وفاز بخمس جوائز منها. كما فاز بجائزة جائزة الفيلم الوطني لأفضل فيلم روائي طويل باللغة الهندية .[بحاجة لمصدر]

بالنسبة إلى باد مان ، حصل على جائزة أفضل مخرج في مهرجان ملبورن السينمائي الهندي 2018.[بحاجة لمصدر] فاز أيضًا بجائزة أفضل فيلم عن القضايا الاجتماعية في حفل توزيع جوائز الفيلم الوطني السادس والستين .

## روابط خارجية
- آر. بالكي على موقع IMDb (الإنجليزية)
- آر. بالكي على موقع ألو سيني (الفرنسية)
- آر. بالكي على موقع أول موفي (الإنجليزية)
- آر. بالكي على موقع قاعدة بيانات الفيلم (الإنجليزية)
- آر. بالكي على موقع كينوبويسك (الروسية)